# The Dogs D’Amour
The Dogs D’Amour (с англ. «собаки любви») — британская хард-блюз группа, основанная в Лондоне в 1983 году. На протяжении многих лет менялся состав группы, единственным постоянным участником группы является вокалист Тайлер. Музыку группы описывают как что-то среднее The Rolling Stones, The Faces и глэм-панком.

## История
Альбом 1989 года A Graveyard of Empty Bottles достиг 16-й строчки в UK Albums Chart, а сингл «Satellite Kid» достиг 26-й строчки в UK Single Chart.
В 1991 году группа распалась на сцене, после чего реинкарнировалась для выпуска своего шестого студийного альбома More Unchartered Heights of Disgrace. Однако, после этого группа окончательно прекратила своё существование. В 2000 году состоялось еще одно короткое воссоединение и был выпущен альбом, но на протяжении 2000-х Тайлер гастролировал и выпускал альбомы под названием группы, которые сильно отличались от их старого материала.
В декабре 2012 года «классический» состав, состоящий из Тайлера, Джо «Дога» Алмейды, Стива Джеймса и Бэма, решил перестроиться, чтобы отыграть серию благотворительных концертов в честь своего давнего друга и бывшего коллеги по группе Пола Хорнби, который боролся с раком и скончался 7 июля 2015 года.
В январе 2013 года группа записала мини-альбом во Флориде и объявила даты концертов в Великобритании и Испании.

## Музыка
Музыку The Dogs D’Amour можно охарактеризовать как смесь блюз-рока в стиле The Rolling Stones и глэм-панка в стиле Hanoi Rocks. В отличие от популярных групп того времени, у которых часто были женоненавистнические мотивы, the Dogs D’Amour больше полагались на романтические темы и поэтический стиль текстов. Тайла также был поклонником Чарльза Буковски, и многие из его текстов отражают прозаический стиль Буковски.[требуется цитирование] Саунд The Dogs прочно укоренился в американской блюзовой музыке, а уникальная и самобытная слайд-гитара Джо Алмейды напоминала о таких мастерах блюза, как Лайтнин Хопкинс и Чарли Паттон. The Dogs начали демонстрировать сильную сторону кантри и вестерна в фильме Эррола Флинна 1989 года (выпущенном в США под названием «Король воров»), за несколько лет до того, как в моду вошел альт-кантри.